# Citrate d'ammonium ferrique
Le citrate d'ammonium ferrique est l'additif alimentaire E381, utilisé comme régulateur de pH. Il se présente sous la forme d'une poudre rouge-brun ou verte très soluble dans l'eau.
Il est utilisé dans le procédé photographique cyanotype.